# Controllo automatico della metropolitana di Parigi

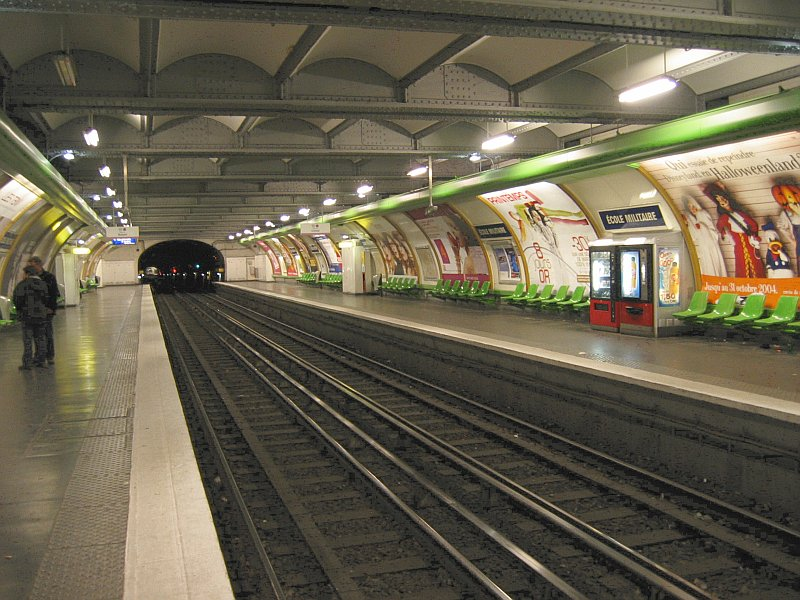
Il cavo del controllo automatico è visibile in mezzo alle rotaie

Il sistema di controllo automatico della metropolitana di Parigi (in francese pilotage automatique du métro de Paris) è un sistema per la semiautomatizzazione della marcia dei treni. Implementato a partire dal 1967 per regolare al meglio la circolazione dei treni, equipaggia tutte le linee del metrò parigino, fatte salve la 3 bis, la 7 bis e la 10 (troppo poco trafficate) e la linea 14, totalmente automatica, che fa uso del sistema SAET.
Dovrebbe essere sostituito dal sistema CBTC, che a differenza di quello attuale è informatizzato e basato su sistemi imbarcati a bordo del treno che dialogano con le rotaie.

## Descrizione

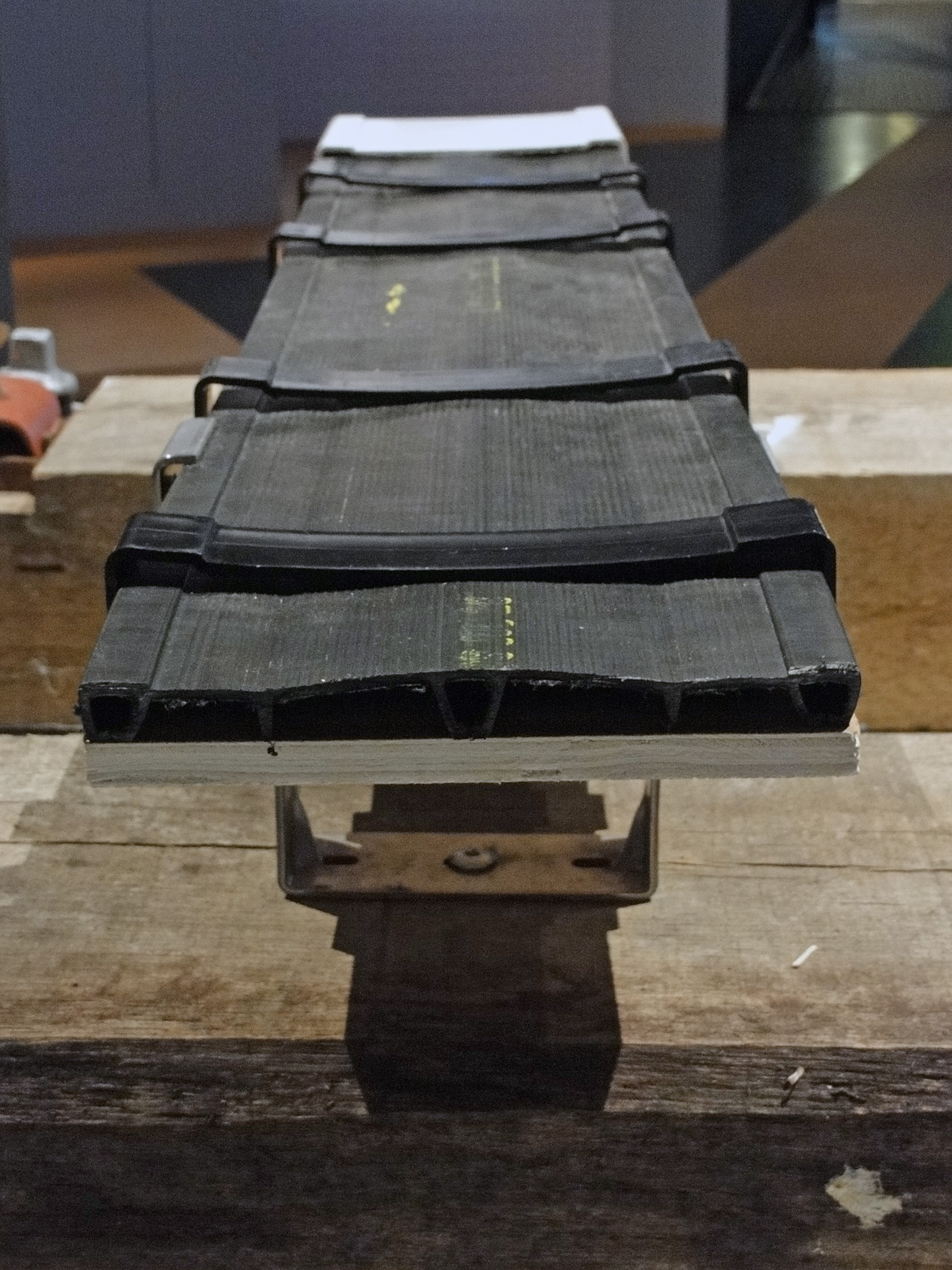
Spaccato del cavo di controllo.

Il sistema permette ai treni di circolare con un intervento minimo da parte del conduttore, che svolge un ruolo di controllo e interviene fondamentalmente solo in stazione. Regola la velocità in funzione delle condizioni della linea e del segnalamento ferroviario.
Sebbene molto rudimentale, rispetto ai nuovi sistemi CBTC, OURAGAN e OCTYS, questo apparato ha dimostrato una grande affidabilità ed efficienza, senza mai presentare gravi avarie, a differenza dei sistemi moderni, rivelatisi più complessi e fragili.
All'occorrenza il conduttore può disinserire il sistema e prendere il controllo del treno. Non è tuttavia possibile far circolare un treno senza conduttore.
La sezione della linea 13 fra Gabriel Péri e Asnières — Gennevilliers — Les Courtilles, aperta nel 2008 non è equipaggiata del sistema, rendendo obbligatoria la conduzione totalmente automatica del treno.

## Storia

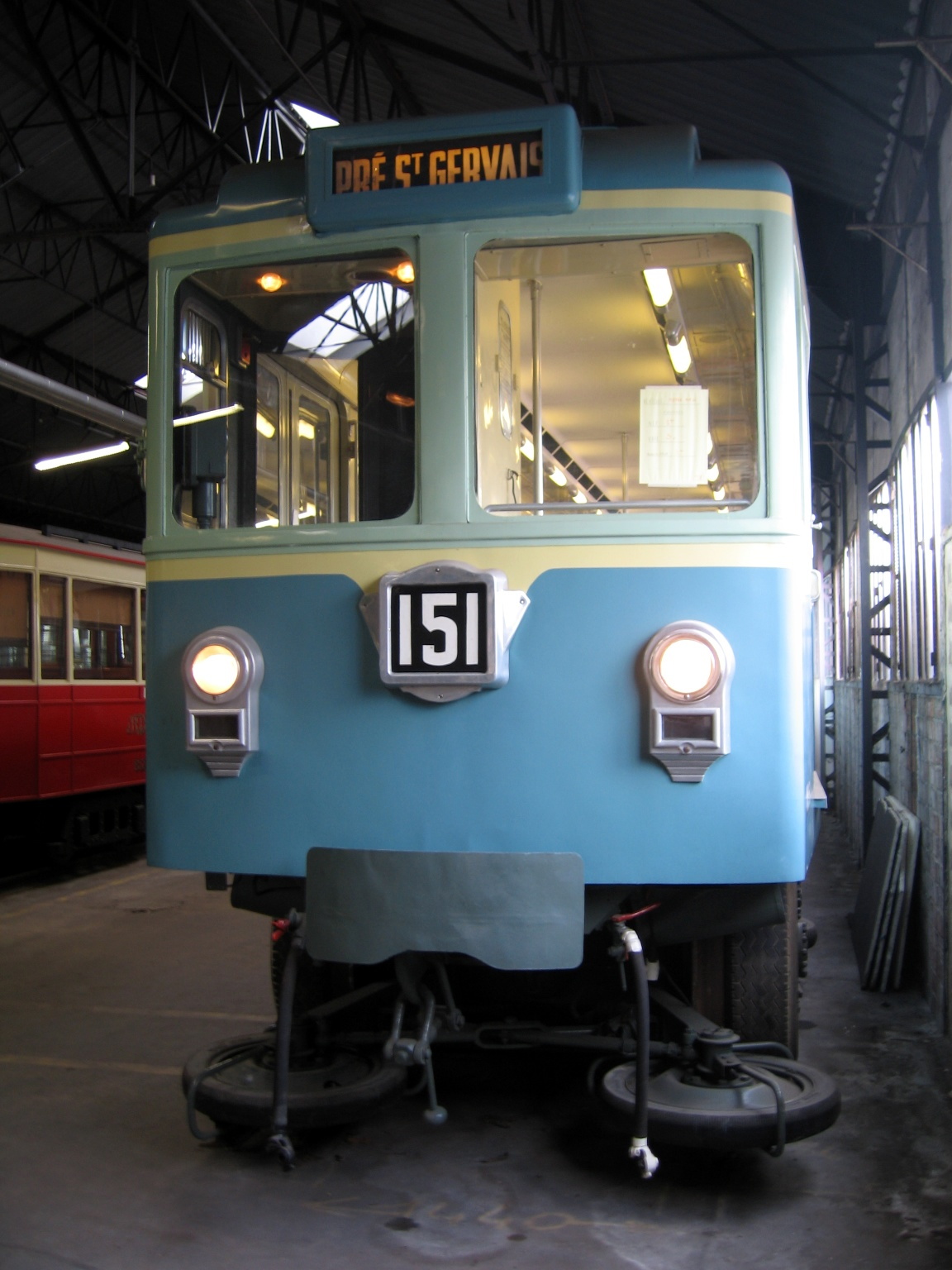
Il MP 51, primo treno dotato del sistema.

Nei primi anni 1950 la RATP rifletteva su come migliorare la regolazione del traffico della metropolitana e alleggerire il carico di lavoro dei macchinisti. I primi test partirono nel 1951 sui 770 metri della voie navette, tratto di linea mai entrato in servizio. Il veicolo di prova era il treno sperimentale MP 51, che fu dotato di tamponi metallici che strisciavano su un cavo deposto in mezzo alle rotaie, che inviava le informazioni.
Il principio era semplice: nei cavi erano registrate le informazioni relative al segnalamento presente lungo la linea, regolando la marcia del treno, la sua velocità e le fermate.
Tra il 1952 e il 1956 il prototipo operò senza alcun problema, ma ci vollero quasi dieci anni perché il sistema fosse esteso a tutta la linea. La RATP decise inizialmente di equipaggiare la linea 11 nel settembre 1967, che era già stata pioniera della metropolitana su gomma nel 1956. Due treni MP 55 furono dotati del sistema e, visti i buoni risultati, nel 1969 tutta la linea fu dotata del sistema.
I risultati dei test — una precisione di arresto di circa due metri e un numero di incidenti di 1 su 2000 — spinsero la RATP ad estendere il sistema alla linea 4 entro la fine del 1969 e i primi del 1970, con una versione migliorata ed interamente elettronica, che ridusse le precisione di arresto a 0,50 m. Il sistema fu operativo a fine 1971.
La generalizzazione del pilotaggio automatico aveva diversi vantaggi: migliore regolazione del traffico, economia del personale, minore stress sul conduttore.
Questa fu la sequenza dell'implementazione: linea 1 (febbraio 1972), linea 3 (febbraio 1973). Una terza generazione del sistema fu adottata sulla linea 6 (febbraio 1975), sulla linea 9 (giugno 1975), sulla linea 8 (giugno 1976), sulle linee 7, 12 e 13 nel 1977, sulla linea 5 nel 1978, la linea 2 nel 1979. Le linee 1, 3 e 4 furono poi aggiornate al sistema di terza generazione nel 1977.
Negli anni successivi fu gradualmente introdotto un sistema, collegato ad un orologio, che al momento della partenza invia il segnale relativo al treno, mettendolo in moto.
Le già citate linee 3 bis, 7 bis e 10, non dotate di tale apparato, furono dotate di un sistema per rivelare la presenza e l'attenzione del conduttore, che ad intervalli regolari deve schiacciare un pedale per segnalare di essere vigile al centro di controllo. Per sicurezza, nel 1984 la RATP dotò tutte le linee di questo sistema.

## Tecnica

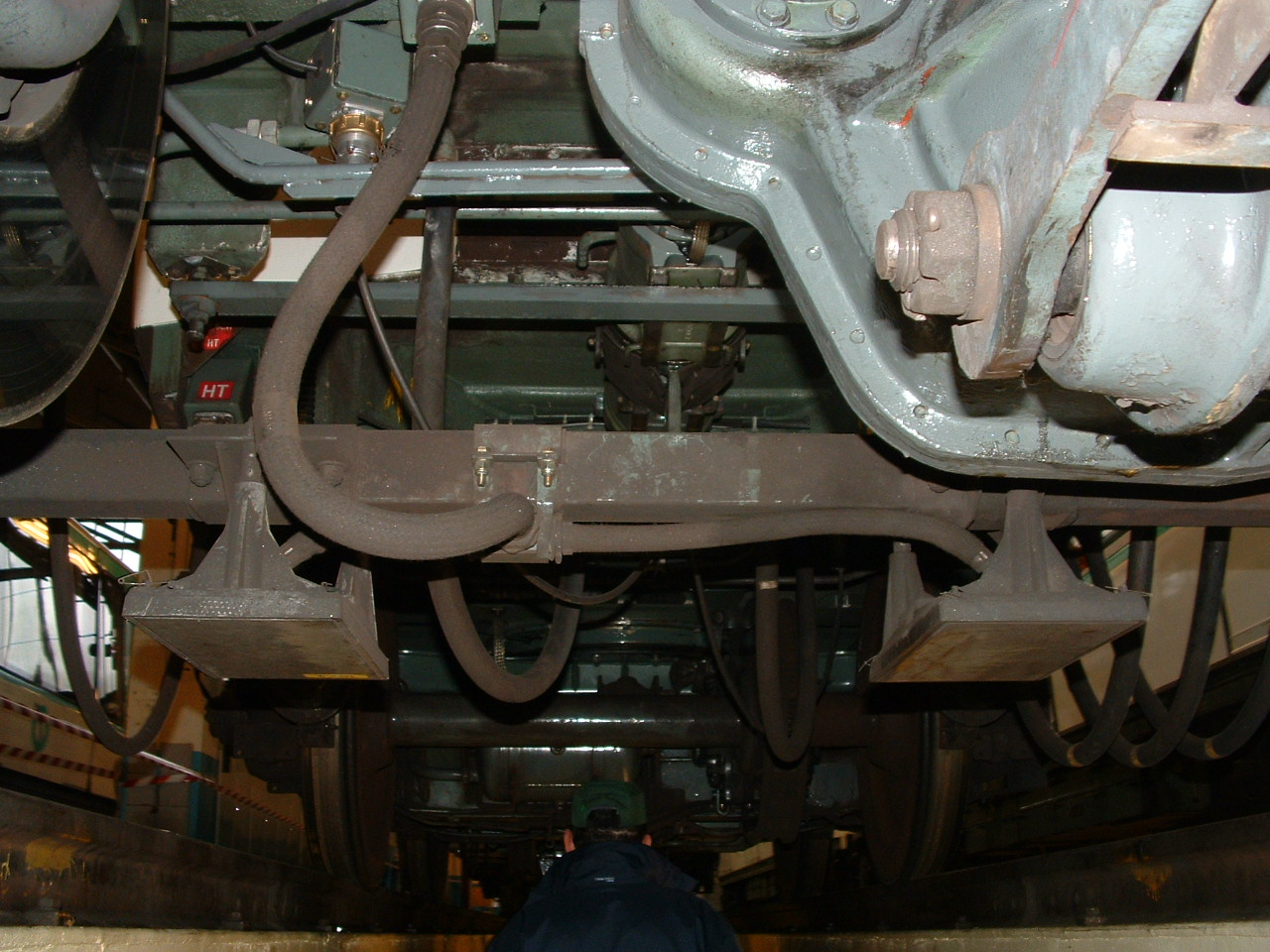
I lettori del cavo di controllo sotto un MF 77.

Il cavo di invio delle informazioni, largo 17 cm e posizionato in mezzo alle rotaie (ma non perfettamente al centro) è attraversato da corrente elettrica con frequenza 8 kHz, che trasmette il segnale ai tamponi posti sotto il treno. Questa corrente, amplificata, controlla direttamente l'accelerazione e la frenata dei treni. Dal 1975, sulla linea 6, la corrente fu elevata a 135 kHz..
Il sistema ha una precisione di percorrenza di circa 50 cm, a prescindere dalla frequentazione dei treni. Nel 1977, le anomalie erano dello 0,5 per mille, su oltre 800 000 stazioni percorse alla settimana da tutti i treni.
Il sistema attuale è noto come PA 135 ed è stato sviluppato da Siemens Transportation Systems, basato su delle centraline fisse poste ad intervalli regolari lungo la linea, che inviano i segnali al cavo guida.

## Note

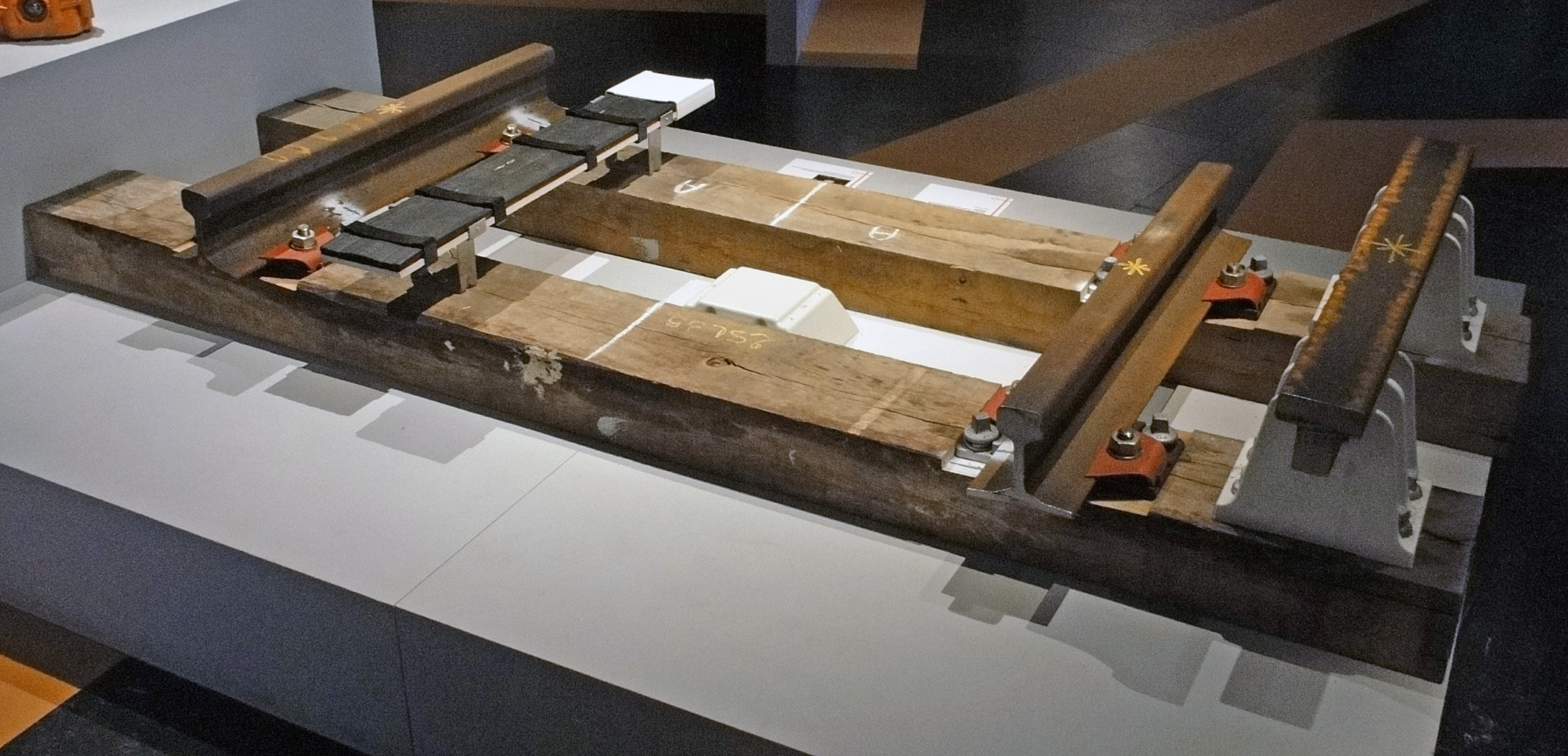
Evidenziazione della posizione del cavo di controllo.